# الفقدان الكتلي
في الفيزياء النووية، نقص الكتلة (أو فقدان الكتلة) هو المكافئ الكتلي لطاقة ربط النواة الذرية. يظهر هذا النقص على شكل فرق بين مجموع كتل جميع النيوكليونات ( البروتونات والنيوترونات ) والكتلة الفعلية المقاسة للنواة، والتي تكون دائمًا أصغر.
يمكن استخدام هذا المصطلح أيضًا في الروابط الذرية أو الكيميائية، إلا أن النقص الكتلي في هذه الحالات يكون أقل بكثير بعدة مراتب. كما يظهر النقص الكتلي في علم الفلك أيضًا.
يُعد النقص الكتلي ظاهرة قابلة للقياس، وهو يدحض الفرضية المعروفة في الفيزياء الكلاسيكية باسم قانون حفظ الكتلة ، والتي تفترض أن الكتلة تبقى محفوظة في جميع العمليات.